# Eogyrinus attheyi
Eogyrinus attheyi és una espècie extinta de vertebrat tetràpode de la família dels eogirínids que visqué en allò que avui en dia és Europa durant el Carbonífer superior, fa entre 315,2 i 316,9 milions d'anys. Se n'han trobat restes fòssils al Regne Unit. La seva taxonomia és incerta. Originàriament, era classificat en el gènere monotípic Greererpeton. El 1987, Jennifer Alice Clack el transferí al gènere Pholiderpeton. Tanmateix, persisteixen dubtes importants sobre aquesta nova classificació.